# Reiter- und Diensthundführerstaffel Hannover

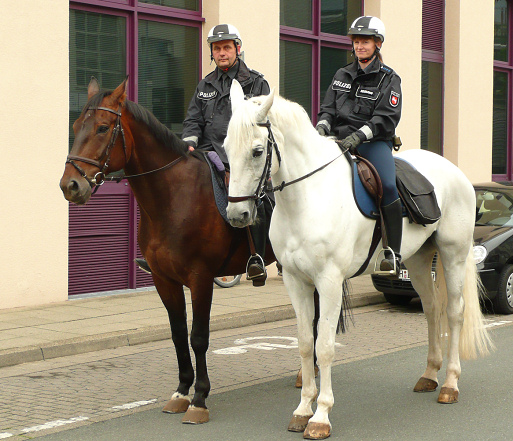
Reiterstreife in Hannover

Die Reiter- und Diensthundeführerstaffel Hannover (RuH) ist eine Reiter- und Hundestaffel mit Sitz am Welfenplatz in Hannover. Es handelt sich um eine Organisationseinheit der Polizei Niedersachsen, die der Polizeidirektion Hannover untersteht. Die Staffel unterteilt sich in die Reiterstaffel mit 32 Pferden und die Diensthundestaffel mit 40 Hunden.

## Reiterstaffel

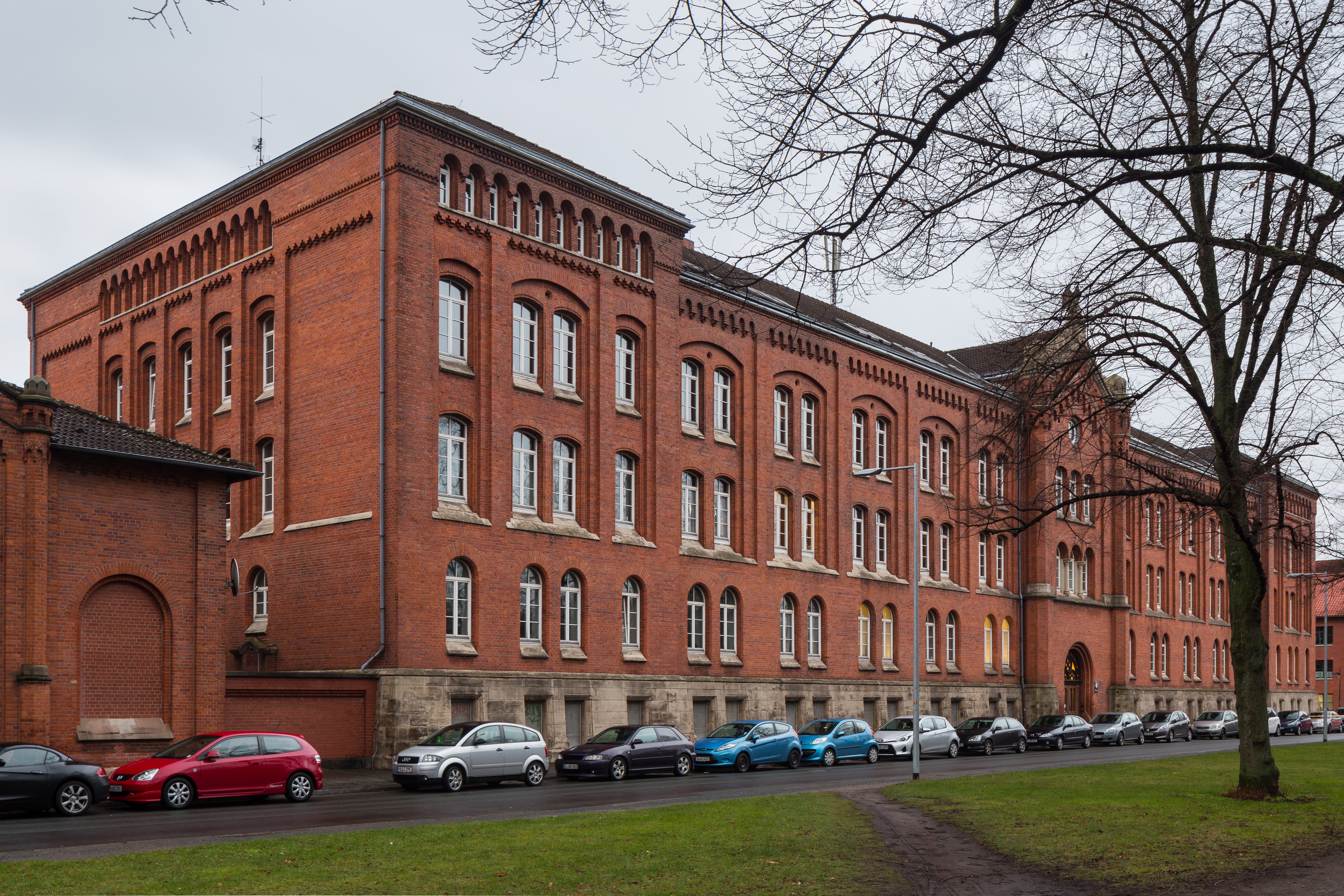
Dienstsitz der Reiter- und Diensthundeführerstaffel in ehemaliger Artillerie-Kaserne von 1867

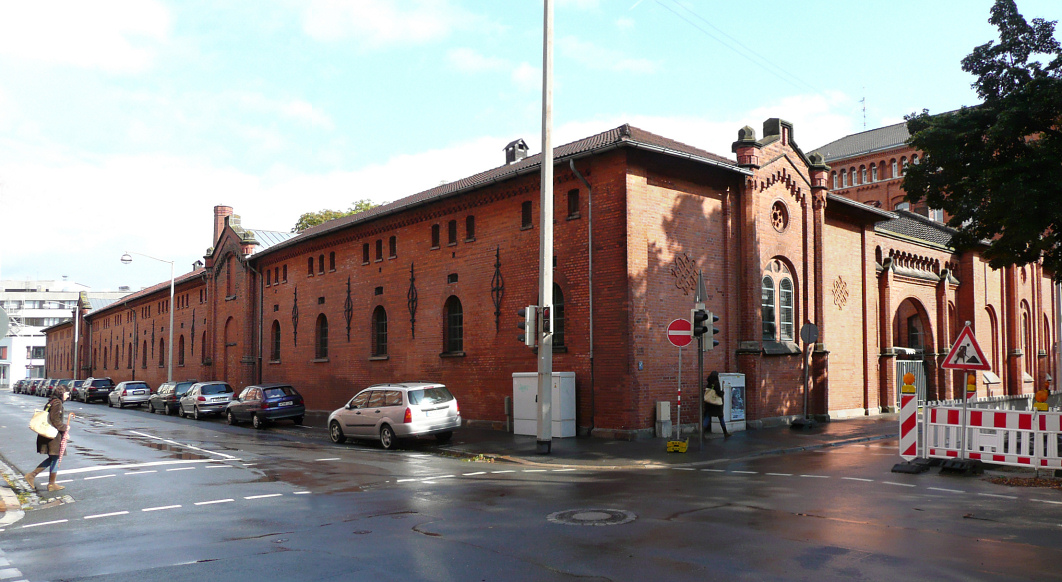
Stallanlage der Reiterstaffel

Der Reiterstaffel in Hannover gehören 39 Polizeibeamte und 32 Pferde an. Sie ist damit deutschlandweit die größte ihrer Art. An Pferden werden nur Wallache – überwiegend der Rassen Hannoveraner und Oldenburger – gehalten. Nach dem Kauf eines Pferdes, das in der Regel vier bis fünf Jahre alt und angeritten ist, beginnt eine einjährige Grundausbildung als Dienstpferd. Polizeibeamte erhalten bei Dienstbeginn in der Reiterstaffel eine sechsmonatige Reiterausbildung. 2010 bildete die Staffel Reiter und Pferde für die Polizei Hamburg aus, deren 1975 aus Kostengründen abgeschaffte Reiterstaffel 2010 wiedereingeführt wurde. Seit dem 29. September 2010 sind die ausgebildeten zehn Reiter und acht Pferde in Hamburg im Einsatz.
Eine weitere Reiterstaffel in Niedersachsen besteht in Braunschweig mit etwa 19 Pferden, die von rund 22 Polizeibeamten betreut und geritten werden.

### Aufgaben
- Begleiten und Absichern von Großveranstaltungen (Fußball, Musikkonzerte, Demonstrationen)
- Unterstützung anderer Polizeidienststellen bei deren Maßnahmen wie Fahndung, Absperrung, Geländeabsuche
- Reiterstreife im Stadtgebiet und in der Region Hannover, in sozialen Brennpunkten oder ökologisch wertvollen Bereichen (Park- und Grünanlagen, Eilenriede, Naturschutzgebiete)
- Überwachung von Großparkplätzen wie bei der Hannover Messe, der CeBIT, dem Flughafen Hannover, gegen Kfz-Aufbruch und Kfz-Diebstahl
- Unterstützung bei Großeinsätzen, auch in anderen Bundesländern

### Geschichte
Die Reiterstaffel in Hannover wurde am 1. Juli 1920 gegründet, als die Schutzpolizei eine berittene Bereitschaft erhielt. Stationiert wurde die Einheit in einer Artilleriekaserne am Welfenplatz.
In der Zeit des Nationalsozialismus wurde 1935 die Landespolizei in die Wehrmacht integriert und die Reiterstaffel mit 90 Pferden erheblich verkleinert. Es blieb ein kleiner Pferdebestand für den Streifendienst in Hannover. Mit Beginn des Zweiten Weltkriegs wurden auch diese Pferde an neu aufgestellte Polizeiregimenter abgegeben. Ebenso kamen Reiter mit ihren Pferden zu Einheiten der berittenen Polizei, die in besetzten Gebieten stationiert waren. Im Generalgouvernement erlitten diese Einheiten bei der Partisanenbekämpfung hohe Verluste.
Nach dem Zweiten Weltkrieg wurden die noch vorhandenen Polizeipferde von der britischen Besatzungsmacht beschlagnahmt. Auch die Stallungen in der früheren Artilleriekaserne am Welfenplatz waren bei den letzten Luftangriffen auf Hannover durch Bombentreffer weitgehend zerstört worden. 1946 befahl der britische Militärgouverneur der deutschen Polizei die Wiederaufstellung einer Reiterstaffel in Hannover und den Einsatz von berittener Polizei in ländlichen Gebieten.
Am 16. Mai 1946 begann der Neuaufbau mit zehn Pferden, die von der britischen Militärregierung zugeteilt wurden. Im Juli kamen vier von den Briten beschlagnahmte Pferde hinzu. Zum Jahresende verfügte die Staffel über 35 Pferde. Der erste große Einsatz erfolgte bei der ersten Hannover-Messe 1947. Zwischen 1950 und 1982 unterhielt die Reiterstaffel mit berittenen Polizeibeamten ganzjährig Einzelposten auf dem Land, unter anderem in Cloppenburg, Munster, Hankensbüttel und Unterlüß. In den 1950er und 1960er Jahren herrschten in der Reiterstaffel ruhige Zeiten. Großeinsätze bestanden vorwiegend in der Sicherung beim Ausmarsch des Schützenfestes Hannover und bei der Verkehrslenkung während der Hannover-Messe.

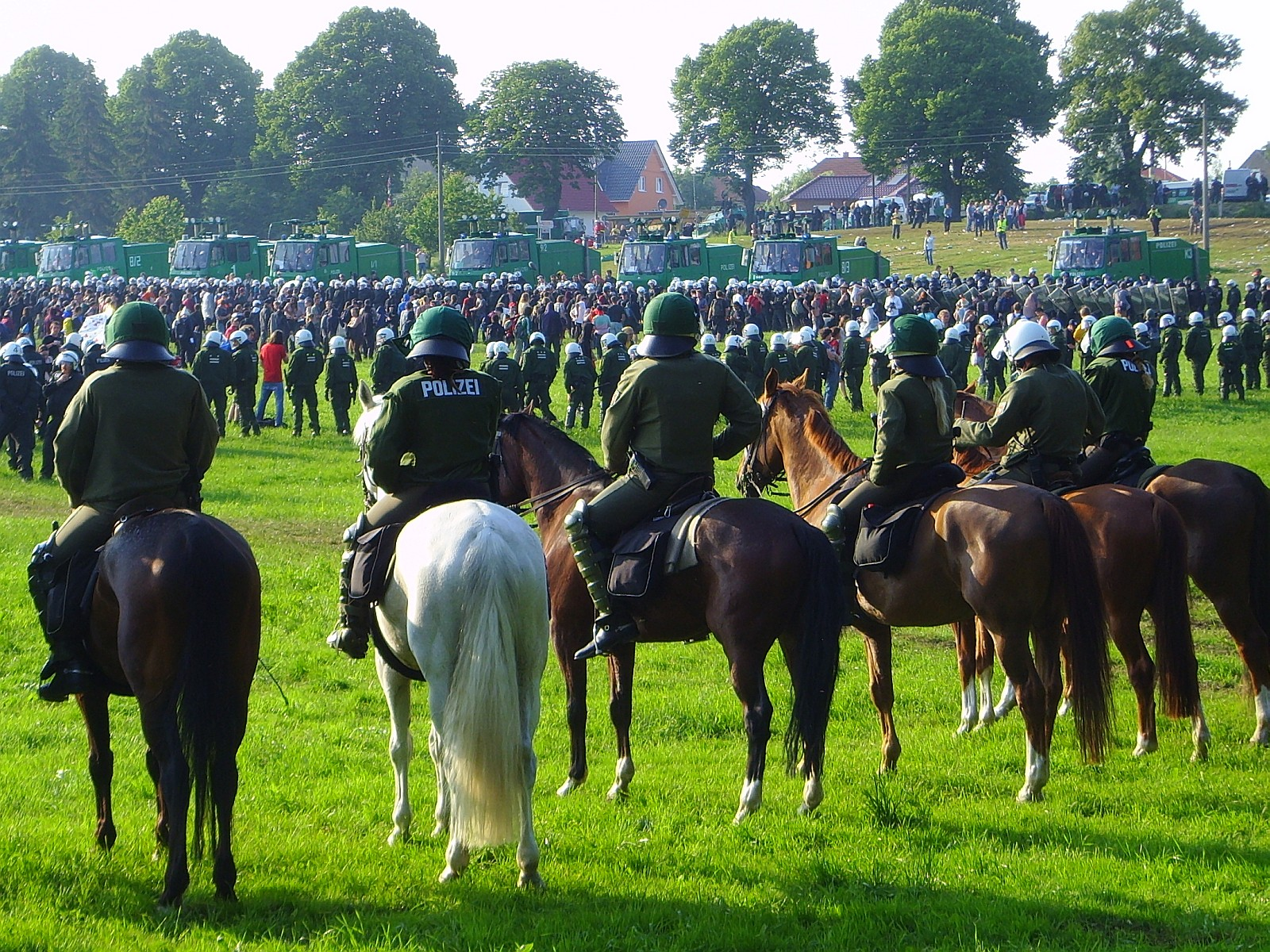
Reiterstaffel Hannover beim G8-Gipfel in Heiligendamm 2007

Ab den 1960er Jahren war die Reiterstaffel zunehmend an Demonstrationseinsätzen aufgrund von Unruhen durch die 68er-Bewegung beteiligt. In Hannover waren das vor allem Proteste zur Roter-Punkt-Aktion 1969, wo Dienstpferde bei Blockaden von Straßenbahngleisen gegen Demonstranten zum Einsatz kamen. In der Zeit des Deutschen Herbstes um 1977 schützte die Reiterstaffel aufgrund der Entführung des Flugzeugs „Landshut“ vor allem den Flughafen Hannover. Spektakuläre Einsätze gab es bei den gewalttätigen Protesten gegen den Bau des Kernkraftwerkes Grohnde 1977 und 1980 bei der Räumung eines Geländes (Bohrstelle 1004) nahe Gorleben, auf dem Atomkraftgegner die Republik Freies Wendland ausgerufen hatten.
1985 begannen die ersten Polizeibeamtinnen ihren Dienst bei der Reiterstaffel. Im Jahre 2000 war ein besonderer Einsatz die Präsenz auf dem Veranstaltungsgelände der fünfmonatigen EXPO 2000 in Hannover. Der Dienst fand gemeinsam mit Angehörigen der berittenen Polizei Stockholm und der kanadischen Royal Canadian Mounted Police statt. Ein weiterer Dauereinsatz ergab sich durch den Spielort Hannover während der Fußballweltmeisterschaft 2006. 2015 beging die Reiterstaffel das 200-jährige Jubiläum der berittenen Polizei Hannover.

## Diensthundstaffel
Die Staffel verfügt über 40 Hundeführer, die jeweils einen Diensthund halten. Gehalten werden Hunde der Rassen Deutscher Schäferhund, Belgischer Schäferhund, Holländisch Herder und Rottweiler. Da Hund und Führer im Dienst eine Einheit bilden, ist der Hund in die Familie seines Führers integriert. Dort verbringt er auch seinen Lebensabend nach dem Ausscheiden als Polizeihund.
Die Staffel Hannover erlangte in den Jahren 2008 und 2009 größere Bekanntheit durch überregionale Medienberichterstattung über tierquälerische Ausbildungsmethoden. Ein Diensthund sei an einem Stachelhalsband aufgehängt und mit einem Stromimpulsgerät gequält worden. In einem Prozess verurteilte ein Gericht einen Polizei-Hundeführer wegen Verstoßes gegen das Tierschutzgesetz zu einer Geldstrafe. Zuvor war er bereits versetzt worden. Als Konsequenz auf die Vorfälle veränderte die Diensthundeführerstaffel ihre Hunde-Ausbildung, die seitdem unter dem Motto „Belohnung statt Druck“ steht.

### Aufgaben

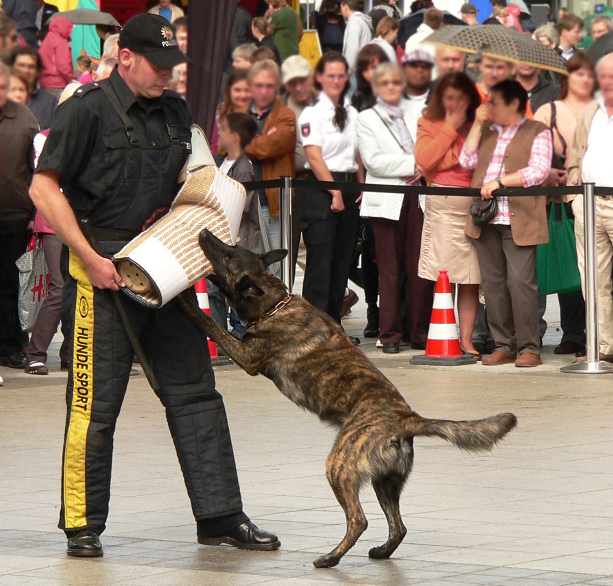
Vorführung der Diensthundestaffel

- Unterstützung von polizeilichen Einsätzen mit erhöhter Gefahrenprognose, beispielsweise Vollstreckung von Haftbefehlen
- Schutz von Großveranstaltungen mit der Begleitung von Demonstrationen und dem Einsatz bei gewalttätigen Demonstrationen
- Objektschutzmaßnahmen
- Suche nach versteckten Personen in Gebäuden oder im Gelände
- Fährtensuche nach flüchtigen Tätern, vermissten lebenden oder toten Personen
- Suche nach Gegenständen, wie Diebesgut, Tatwerkzeug, Rauschgift, Sprengstoff, Brandmittel
- Öffentlichkeitsarbeit und Imagepflege